# Charles Montagu, 1. hrabě z Halifaxu
Charles Montagu, 1. hrabě z Halifaxu (Charles Montagu, 1st Earl of Halifax, 1st Viscount Sunbury, 1st Baron Halifax) (16. dubna 1661, Londýn, Anglie 19. května 1715, Londýn, Anglie) byl britský státník, dvořan a spisovatel. Jako příslušník starobylé šlechty se od mládí pohyboval u dvora a byl členem Dolní sněmovny za stranu whigů. Dvakrát byl prvním ministrem (1697–1699 a 1714–1715), v roce 1714 získal titul hraběte z Halifaxu. Proslul také jako mecenáš věd a umění, v letech 1695–1698 byl prezidentem Královské společnosti.

## Kariéra
Pocházel z významného šlechtického rodu Montagu, byl bratrancem 1. vévody z Manchesteru. Vystudoval ve Westminsteru a Cambridge, od mládí žil u dvora a původně na sebe upozornil jako spisovatel a básník. V roce 1688 podpořil nástup Viléma Oranžského a v letech 1689–1700 byl členem Dolní sněmovny, od roku 1695 zastupoval v parlamentu prestižní volební obvod Westminster, ve sněmovně proslul jako vynikajicí řečník. V roce 1694 byl jmenován členem Tajné rady a v letech 1694–1699 byl jako lord kancléř pokladu ministrem financí, po odvolání S. Godolphina byl jako první lord pokladu (First Lord of the Treasury) i prvním ministrem (1697-1699). V případě nepřítomnosti krále byl několikrát také členem místodržitelského sboru. Jeho činnost ve funkci ministra financí přinesla řadu prospěšných změn, v roce 1694 stál u zrodu Bank of England. V letech 1695–1698 byl prezidentem Královské společnosti.
V roce 1700 získal titul barona a vstoupil do Sněmovny lordů, za vlády královny Anny byl znovu ministrem financí (1705–1710), v roce 1706 byl členem komise pro sloučení Anglie a Skotska. Několikrát musel čelit obvinění ze strany Dolní sněmovny, ale od soudního stíhání jej vždy osvobodila Sněmovna lordů. Po smrti královny Anny byl členem dočasného vladařstva a mimořádným vyslancem v Hannoversku, jako zastánce nástupnického práva hannoverské dynastie pak dosáhl vrcholu kariéry. V roce 1714 byl povýšen na hraběte z Halifaxu a v letech 1714–1715 byl znovu prvním ministrem, v roce 1714 obdržel Podvazkový řád a zastával také úřad lorda-místodržitele v hrabství Surrey (1714–1715).
Zemřel ve funkci prvního ministra 19. května 1715 ve věku 54 let na zánět střev a byl pohřben ve Westminsterském opatství. V úřadu prvního lorda pokladu jej provizorně nahradil Charles Howard, 3. hrabě z Carlisle.

## Rodina
Za manželku měl Anne Montagu, rozenou Yelverton (1636–1698), která byla o čtvrt století starší a vdovou po 3. hraběti z Manchesteru. Na synovce Georga (1684–1739) přešel jen titul barona, ještě v roce 1715 ale získal opět titul hraběte z Halifaxu. Dalším hrabětem z Halifaxu byl ministr zahraničí a první lord admirality George Montagu, 2. hrabě z Halifaxu (1716–1771).
Charlesův mladší bratr Sir James Montagu (1663–1729) byl právník a dlouholetý člen Dolní sněmovny, zastával řadu vysokých funkcí v justiční správě.